# 福岡村 (岡山県久米郡)
福岡村（ふくおかそん）は、岡山県久米郡にあった村。
廃止直前の福岡村は、現在の津山市大谷、小桁、押渕、金屋、荒神山、昭和町一丁目・二丁目、種、南町一丁目、八出、横山に当たる。
ここでは福岡村を前身とする現在の津山市福岡地区、福南地区についても扱う。

## 沿革
- 1889年6月1日 - 町村制施行に伴い、久米南条郡小桁村、押渕村、金屋村、荒神山村、種村、八出村、横山村が合併し、福岡村となる。大字横山に役場を置く。
- 1900年4月1日 - 久米南条郡が久米北条郡と合併し、久米郡となる。
- 1901年4月1日 -久米郡佐良山村の内、大字大谷を編入する。
- 1929年2月11日 - 苫田郡津山町、津山東町、院庄村、西苫田村、二宮村と合併・市制により、津山市となる。

## 地区
福岡村の内、南北で現在の福岡地区と福南地区に分かれる。小学校はともに南小学区。ただし八出の北部は林田小学区、また種は佐良山小学区。中学校はともに鶴山中学区。ただし八出の北部は中道中学区、また種は津山西中学区。

### 隣接自治体・地区
- 福岡地区 - 津山市福南地区、津山市城東地区、津山市東津山地区、津山市城南地区、鶴城地区、城西地区、津山市河辺地区
- 福南地区 - 津山市福岡地区、津山市佐良山地区、津山市河辺地区、久米郡美咲町（旧・豊岡村、北和気村、吉岡村）

### 地区の地名
- 福岡地区 - 大谷、八出、横山
- 福南地区 - 小桁、押渕、金屋、荒神山、種

### 人口
3087人（2019年1月1日現在。住民基本台帳による。津山市調べ）。内、福岡地区2638人、福南地区449人。地名ごとの人口は各地名記事参照。

## 教育

### 保育園
- 福岡地区
  - 作陽保育園
  - 福岡保育園

### 学校
- 福岡地区
  - 津山市立南小学校

## 交通

### 鉄道
- 福岡地区
  - JR津山駅（津山線、姫新線）

### 道路
廃止当時は未完成。両地区内を走る高速道路なし。

#### 国道
- 福岡地区
  - 国道53号（国道179号、国道429号との重複区間）

#### 県道
- 主要地方道
  - 岡山県道26号津山柵原線（両地区）

- 一般県道
  - 福南地区
    - 岡山県道449号押淵皿線

## 河川・山岳

### 河川
- 吉井川（両地区）

## 寺院・神社

### 寺院
- 福岡地区
  - 石山寺
  - 教本寺

### 神社
- 福岡地区
  - 青木神社
  - 八出天満宮

- 福南地区
  - 押渕神社
  - 金屋神社
  - 熊野神社
  - 下種神社
  - 多祢神社
  - 高富神社

## その他
1960年、横山の一部、大谷の一部が南町一丁目、大谷の一部が昭和町一丁目・二丁目となる。